# جين بينيت
جين بينيت (بالإنجليزية: Jane Bennett)‏ هي رسامة أسترالية، ولدت في 1960 في Manly, New South Wales ‏ في أستراليا.